# Gouvernement Gross
République tchèque
Špidla Paroubek
Le gouvernement Gross (en tchèque : Vláda Stanislava Grosse) est le gouvernement de la République tchèque entre le 4 août 2004 et le 25 avril 2005, sous la 4e législature de la Chambre des députés.
Il est dirigé par le social-démocrate Stanislav Gross, désigné pour prendre la tête de l'exécutif en cours de mandat. Il succède au gouvernement de coalition du social-démocrate Vladimír Špidla, démissionnaire, et cède le pouvoir au gouvernement de Jiří Paroubek après que le ČSSD l'a choisi pour remplacer Gross, contraint de quitter ses fonctions.

## Historique
Dirigé par le nouveau président du gouvernement social-démocrate Stanislav Gross, précédemment ministre de l'Intérieur, ce gouvernement est constitué et soutenu par une coalition entre le Parti social-démocrate tchèque (ČSSD), l'Union chrétienne démocrate - Parti populaire tchécoslovaque (KDU-ČSL) et l'Union de la liberté-Union démocratique (US-DEU). Ensemble, ils disposent de 101 députés sur 200, soit 50,5 % des sièges de la Chambre des députés.
Il est formé à la suite de la démission du social-démocrate Vladimír Špidla.
Il succède donc au gouvernement de coalition de ce dernier, constitué et soutenu par une coalition identique.

### Formation
Au cours des élections européennes des 11 et 12 juin 2004, le Parti social-démocrate subit un important revers avec à peine 8,8 % des voix. Mis en minorité au sein de la direction du ČSSD, Špidla annonce sa démission le 26 juin.
Favori pour prendre sa succession, populaire dans l'opinion publique et largement soutenu par la direction du ČSSD, le ministre de l'Intérieur Stanislav Gross est désigné président du gouvernement par le président de la République Václav Klaus un mois plus tard, le 26 juillet, et entreprend de maintenir la coalition tripartite au pouvoir,.
Le 24 août 2004, le gouvernement obtient la confiance des députés par 101 voix pour et 99 voix contre. L'ODS et le KSČM font en effet le choix de s'opposer au nouveau cabinet.
En janvier 2005, le journal Mladá Fronta Dnes révèle qu'en 1999, Gross a fait l'acquisition à Prague d'un appartement à 200 000 euros alors qu'il touchait à l'époque une indemnité parlementaire d'environ 1 000 euros et s'interroge sur la provenance des fonds ayant permis cet achat. L'absence de réponse claire de la part du président du gouvernement déclenche une crise politique, qui conduit à la fin du mois de mars à la rupture de la majorité puis à la présentation, sans succès, d'une motion de censure. Les trois partis s'accordent au milieu du mois d'avril pour mettre sur pied un nouvel exécutif. Alors que le représentant permanent auprès de l'Union européenne Jan Kohout est initialement pressenti pour le diriger, cette charge revient finalement au ministre du Développement régional et vice-président du ČSSD Jiří Paroubek,.

### Succession
Paroubek est nommé président du gouvernement le 25 avril suivant et forme aussitôt son gouvernement, le troisième depuis les élections de 2002.

## Composition
- Les nouveaux ministres sont indiqués en gras, ceux ayant changé d'attributions en italique.

| Portefeuille                                                                        | Titulaire | Titulaire        | Parti       |
| ----------------------------------------------------------------------------------- | --------- | ---------------- | ----------- |
| Président du gouvernement                                                           |           | Stanislav Gross  | ČSSD        |
| Premier vice-président du gouvernement Ministre du Travail et des Affaires sociales |           | Zdeněk Škromach  | ČSSD        |
| Vice-président du gouvernement Chargé des Affaires économiques                      |           | Martin Jahn      | Indépendant |
| Vice-président du gouvernement Ministre de la Justice                               |           | Pavel Němec      | US-DEU      |
| Vice-président du gouvernement Ministre des Transports                              |           | Milan Šimonovský | KDU-ČSL     |
| Ministre des Affaires étrangères                                                    |           | Cyril Svoboda    | KDU-ČSL     |
| Ministre de la Défense                                                              |           | Karel Kühnl      | US-DEU      |
| Ministre des Finances                                                               |           | Bohuslav Sobotka | ČSSD        |
| Ministre de l'Intérieur                                                             |           | František Bublan | ČSSD        |
| Ministre de l'Environnement                                                         |           | Libor Ambrozek   | KDU-ČSL     |
| Ministre du Développement régional                                                  |           | Jiří Paroubek    | ČSSD        |
| Ministre de l'Industrie et du Commerce                                              |           | Milan Urban      | ČSSD        |
| Ministre de l'Agriculture                                                           |           | Jaroslav Palas   | ČSSD        |
| Ministre de l'Éducation, de la Jeunesse et des Sports                               |           | Petra Buzková    | ČSSD        |
| Ministre de la Culture                                                              |           | Pavel Dostál     | ČSSD        |
| Ministre de la Santé                                                                |           | Milada Emmerová  | ČSSD        |
| Ministre de l'Informatique                                                          |           | Vladimír Mlynář  | US-DEU      |
| Ministre sans portefeuille Président du Conseil législatif                          |           | Jaroslav Bureš   | ČSSD        |